# 常熟美术馆
常熟美术馆（英語：Changshu Art Museum）是一座位于江苏常熟市的美术馆。

## 历史
2005年10月22日建成开馆，位于江苏常熟市西门大街117号，紧邻石梅广场。总建筑面积8,500平方米，馆内包括9个展厅，展厅面积3,500平方米。

## 营业时间
- 周二至周日：上午九点至下午四点半
- 周一闭馆